# Kackó
Kackó (románul Câțcău) település Romániában, Kolozs megyében, az azonos nevű község központja. Déstől északnyugatra található.
Első írásos említése 1348-ból maradt fenn. Nevének változatai: Kachko (1348) és Kaczko (1405). Legrégebbi birtokosai a Kaplon nemzetség tagjai voltak. 1356-tól Csicsóvár tartozéka volt.
1850-ben 1806 lakosából 1474 román, 157 magyar, 112 zsidó és 54 roma volt. 1992-ben a 2417 lakos nemzetiségi összetétele a következőképpen alakult: 2273 román, 140 magyar, 3 német és 1 roma.

## Híres emberek
- Itt született 1792-ben Újfalvi Sándor vadászati szakíró, emlékíró.
- Itt született 1886-ban Dóczyné Berde Amál festő.
- Itt született 1889-ben Berde Mária író.

## Kapcsolódó szócikkek

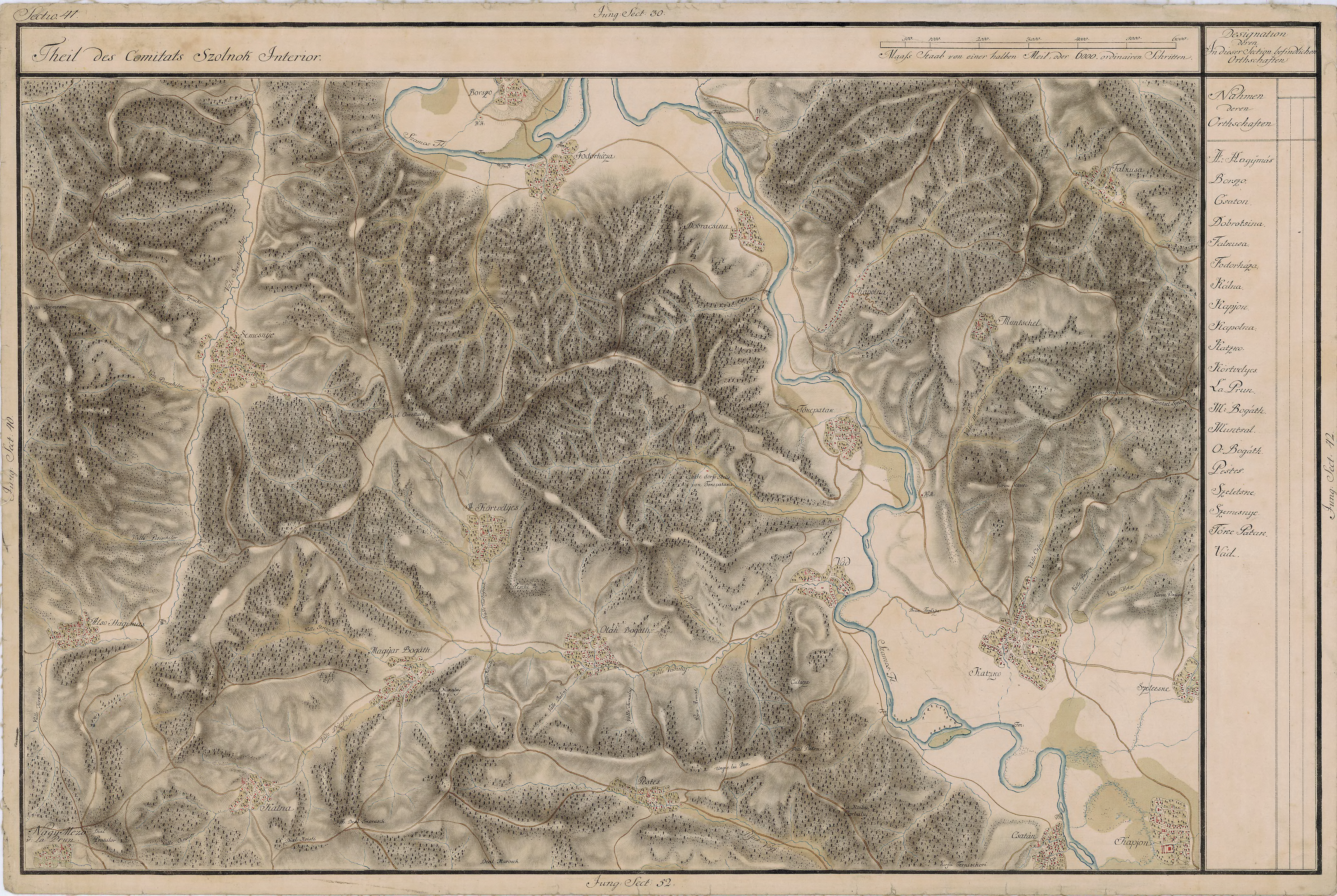
Kackó környéke 1769-1773 között